# Уралочка-2-УрГЭУ
Уралочка-2 (1992—1993 — «Юнезис», 1994—2001 — «Уралтрансбанк», 2001—2002 — «Аэрофлот-Малахит», 2002—2006 — «Аэрофлот-Уралтрансбанк», 2007—2008 — «Уралочка»-2-УГТУ-УПИ, 2008—2011 и с 2019 — «Уралочка»-2-УрГЭУ) — российская женская волейбольная команда, вторая команда волейбольного клуба «Уралочка».

## Достижения
- Бронзовый призёр чемпионата СССР 1991.
- Обладатель Кубка СССР 1988;
  - двукратный серебряный призёр розыгрышей Кубка СССР — 1984, 1989.
- 5-кратный серебряный призёр чемпионатов России — 1993, 1998—2000, 2002.
- 5-кратный бронзовый призёр чемпионатов России — 1994—1997, 2001.
- Двукратный бронзовый призёр Кубка ЕКВ — 1993, 1999.

## История
В 1983 году в структуре волейбольного клуба «Уралочка» под патронажем Уральского оптико-механического завода была образована команда «Уралочка»-2. В своём дебютном сезоне 1983/84 команда заняла первое место в турнире первой лиги чемпионата СССР и вышла в высшую лигу. В своих первых сезонах среди лучших женских волейбольных клубов СССР «Уралочка»-2, составленная в основном из молодых спортсменок, вела борьбу за выживание, но уже в 1988 году к команде пришёл первый успех в виде выигранного Кубка СССР. В последующие два сезона (1988/89 и 1989/90) «Уралочка»-2 занимала высокие 5-е места в чемпионатах страны, а в 1991 стала бронзовым призёром союзного первенства.
С началом проведения чемпионатов России «Уралочка»-2 (в 1992/93 — «Юнезис», с 1993/94 — «Уралтрансбанк») прочно вошла в тройку сильнейших российских команд, наряду с «Уралочкой» и ЦСКА. С 1993 по 1998 годы лишь эта три коллектива неизменно становилась призёрами российских первенств. За период 1993—2002 вторая команда ВК «Уралочка» 10 раз выигрывала медали чемпионатов страны, причём в 1999 году проиграла в финале своей основной команде лишь со счётом 2:3. Спонсорами в период 1994—2006 были ОАО «Уралтрансбанк» и авиакомпания «Уральские авиалинии», по которым «Уралочка»-2 неоднократно меняла свои названия («Уралтрансбанк», «Аэрофлот-Малахит» и «Аэрофлот-Уралтрансбанк»).
В 2002 из суперлиги выбыла «Уралочка»-2 (ранее «Малахит»), бывшая фарм-командой обеих «Уралочек» и на её основе в высшей лиге «А» была образована команда «Динамо» (Московская область), одним из учредителей которой стал волейбольный клуб «Уралочка» и куда на правах аренды был передан ряд волейболисток, выступавших ранее за «Уралтрансбанк»/«Аэрофлот-Малахит». Обновлённый же состав второй «Уралочки» в чемпионате России 2002/03 занял лишь 12-е (предпоследнее) место и выбыл из суперлиги, после чего был преобразован в фарм-команду (дубль) «Уралочки»-НТМК.
В 2003—2010 «Аэрофлот-Уралтрансбанк», а затем «Уралочка»-2 выступали в высшей лиге «А» российского женского волейбольного первенства. Лучшим результатом при этом стали 6-е места в 2008 и 2009 годах. В 2010 команда заняла в зоне «Европа» 8-е место, после чего не стала участвовать во 2-м финальном этапе за право выхода в объединённую высшую лигу «А» сезона 2010/11 и выбыла в высшую лигу «Б».
С сезона 2011/2012 команда выступает во вновь образованной Молодёжной лиге. В первом же розыгрыше лиги молодёжный состав «Уралочки»-НТМК уверенно занял первое место. В 2019 команда «Уралочка-УрГЭУ» была заявлена в высшую лигу «А» чемпионата России.

## Результаты

### Чемпионаты СССР
| Сезон   | Название команды | Лига                          | Место |
| ------- | ---------------- | ----------------------------- | ----- |
| 1983/84 | «Уралочка»-2     | Первая лига                   | 1     |
| 1984/85 | «Уралочка»-2     | Высшая лига Переходный турнир | 11 4  |
| 1985/86 | «Уралочка»-2     | Первая лига Переходный турнир | 1 2   |
| 1986/87 | «Уралочка»-2     | Высшая лига Переходный турнир | 9 1   |
| 1987/88 | «Уралочка»-2     | Высшая лига                   | 9     |
| 1988/89 | «Уралочка»-2     | Высшая лига                   | 5     |
| 1989/90 | «Уралочка»-2     | Высшая лига                   | 5     |
| 1990/91 | «Уралочка»-2     | Высшая лига                   | 3     |

### Чемпионаты России
| Сезон     | Название команды         | Лига                     | Место |
| --------- | ------------------------ | ------------------------ | ----- |
| 1991/92   | «Уралочка»-2             | Высшая лига              | 5     |
| 1992/93   | «Юнезис»                 | Высшая лига «А»          | 2     |
| 1993/94   | «Уралочка»-2             | Высшая лига «А»          | 3     |
| 1994/95   | «Уралочка»-2             | Высшая лига «А»          | 3     |
| 1995/96   | «Уралтрансбанк»          | Суперлига                | 3     |
| 1996/97   | «Уралтрансбанк»          | Суперлига                | 3     |
| 1997/98   | «Уралтрансбанк»          | Суперлига                | 2     |
| 1998/99   | «Уралтрансбанк»          | Суперлига                | 2     |
| 1999/2000 | «Уралтрансбанк»          | Суперлига                | 2     |
| 2000/01   | «Уралтрансбанк»          | Суперлига                | 3     |
| 2001/02   | «Аэрофлот-Малахит»       | Суперлига                | 2     |
| 2002/03   | «Аэрофлот-Уралтрансбанк» | Суперлига                | 12    |
| 2003/04   | «Аэрофлот-Уралтрансбанк» | Высшая лига «А» (Европа) | 7     |
| 2004/05   | «Аэрофлот-Уралтрансбанк» | Высшая лига «А» (Европа) | 11    |
| 2005/06   | «Аэрофлот-Уралтрансбанк» | Высшая лига «А» (Европа) | 10    |
| 2006/07   | «Уралочка»-2             | Высшая лига «А» (Европа) | 11    |
| 2007/08   | «Уралочка»-2-УГТУ-УПИ    | Высшая лига «А» (Европа) | 6     |
| 2008/09   | «Уралочка»-2-УрГЭУ       | Высшая лига «А» (Европа) | 6     |
| 2009/10   | «Уралочка»-2-УрГЭУ       | Высшая лига «А»          | 13    |
| 2010/11   | «Уралочка»-2-УрГЭУ       | Высшая лига «Б»          | 4     |
| 2011/12   | «Уралочка-НТМК»-2        | Молодёжная лига          | 1     |
| 2012/13   | «Уралочка-НТМК»-2        | Молодёжная лига          | 1     |
| 2013/14   | «Уралочка-НТМК»-2        | Молодёжная лига          | 1     |
| 2014/15   | «Уралочка-НТМК»-2        | Молодёжная лига          | 2     |
| 2015/16   | «Уралочка-НТМК»-2        | Молодёжная лига          | 1     |
| 2016/17   | «Уралочка-НТМК»-2        | Молодёжная лига          | 4     |
| 2017/18   | «Уралочка-НТМК»-2        | Молодёжная лига          | 1     |
| 2018/19   | «Уралочка-НТМК»-2        | Молодёжная лига          | 1     |
| 2019/20   | «Уралочка»-2-УрГЭУ       | Высшая лига «А»          | 8     |
| 2020/21   | «Уралочка»-2-УрГЭУ       | Высшая лига «А»          | 2     |
| 2021/22   | «Уралочка»-2-УрГЭУ       | Высшая лига «А»          | 2     |
| 2022/23   | «Уралочка»-2-УрГЭУ       | Высшая лига «А»          | 9     |
| 2023/24   | «Уралочка»-2-УрГЭУ       | Высшая лига «А»          | 8     |
| 2024/25   | «Уралочка»-2-УрГЭУ       | Высшая лига «А»          | 7     |

## Игроки и тренеры
В составе второй команды ВК «Уралочка» в чемпионатах России выступало много волейболисток, входивших в состав сборной России. Национальная сборная 1990-х — начала 2000-х годов комплектовалась почти исключительно из волейболисток клуба, а поэтому с целью поддержания игровой формы спортсменками, не входившими в стартовый состав основной команды, в чемпионате России они заявлялись за дочернюю команду «Уралочки». Главными тренерами и первой и второй команд были Н.Карполь и В.Огиенко.
Из числа самых известных волейболисток в составе «Уралочки»-2 с 1992 по 2003 годы выступали: А.Беликова (1996—1999), Ю.Бубнова (1992—1993), С.Василевская (1993—1995), Е.Гамова (1998—2000), Т.Горшкова (2000—2003), Т.Грачёва (1996—1998, 1999—2000), А.Гурьева (1995—1998, 2000—2003), И.Емельянова (1992—1994, 1995—1997), С.Корытова (1996—1997), М.Лихтенштейн (1995—1996), Т.Меньшова (1996—1998), Н.Морозова (2002—2003), М.Панкова (1995—1996), Е.Плотникова (2001—2002), Н.Сафронова (1992—1993, 1994—1995, 1996—2002), Е.Сенникова (1998—2001), А.Сорокина (1993—1996), И.Тебенихина (1996—2001), Ю.Тимонова (1992—1994), Е.Тюрина (2002—2003), О.Фатеева (1999—2001), О.Чуканова (1996—1999, 2000—2002), Л.Шашкова (Соколова) (1996—1999).

## Сезон 2024—2025

### Состав
| №  | Имя, фамилия                     | Год рождения | Рост | Амплуа      | Гражданство |
| -- | -------------------------------- | ------------ | ---- | ----------- | ----------- |
| 1  | Яна Шелковкина                   | 2003         | 180  | нападающая  | Россия      |
| 2  | Дарья Мусиенко*                  | 2007         | 185  | нападающая  | Россия      |
| 3  | Екатерина Пшеницына              | 2008         | 183  | нападающая  | Россия      |
| 4  | Мария Лесняк                     | 2007         | 182  | нападающая  | Россия      |
| 6  | Полина Катаева                   | 2007         | 174  | либеро      | Россия      |
| 9  | Милана Дурандина                 | 2007         | 179  | нападающая  | Россия      |
| 14 | Варвара Кузьмина                 | 2006         | 182  | связующая   | Россия      |
| 16 | Елизавета Завьялова              | 2007         | 177  | либеро      | Россия      |
| 17 | Дарья Демешок*                   | 2004         | 185  | центральная | Россия      |
| 19 | Екатерина Никитина               | 2002         | 193  | нападающая  | Россия      |
| 20 | Ялайн Регла де ла Пенья Гонсалес | 2003         | 183  | нападающая  | Куба        |
| 21 | Алина Воропаева                  | 2007         | 180  | нападающая  | Россия      |
| 23 | Екатерина Меньшикова             | 2008         | 189  | нападающая  | Россия      |
| 24 | Валерия Кушнирук                 | 2007         | 185  | нападающая  | Россия      |
| 25 | Дарья Соколова                   | 2008         | 203  | центральная | Россия      |
| 29 | Софья Шнип                       | 2003         | 193  | нападающая  | Россия      |
| 30 | Мария Бессонова                  | 2007         | 191  | связующая   | Россия      |

* — заявлена также и за основную команду «Уралочка-НТМК».
- Старший тренер —  Сергей Кузнецов (до марта); Владимир Вертёлко (с марта).
- Тренер — Елена Соколова.